# Polyrhachis bihamata
Polyrhachis bihamata är en myrart som först beskrevs av Dru Drury 1773.  Polyrhachis bihamata ingår i släktet Polyrhachis och familjen myror. Inga underarter finns listade i Catalogue of Life.

## Bildgalleri

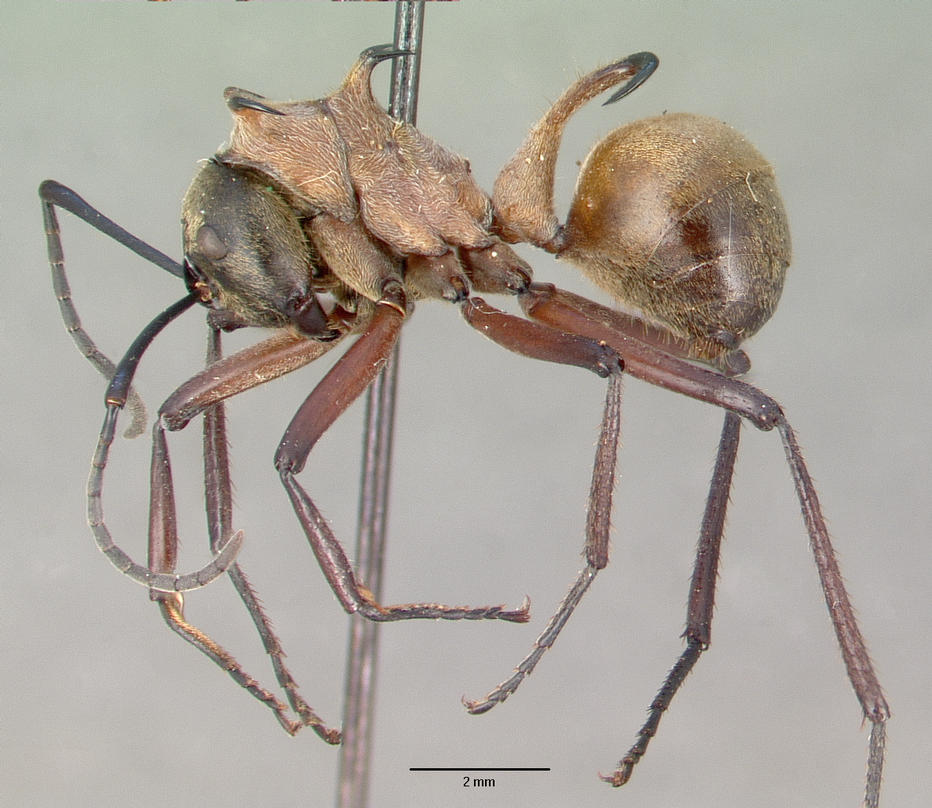
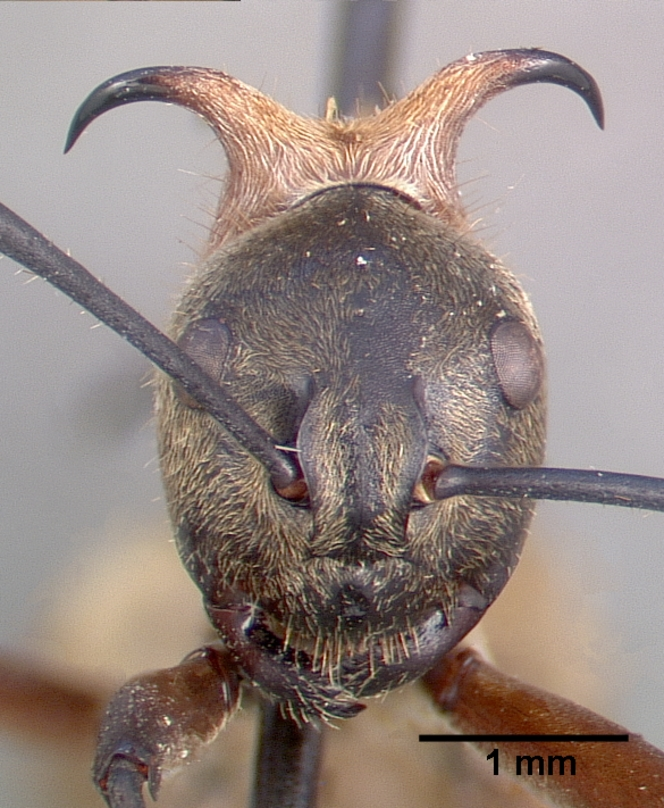